# ENDLESS RAIN
〈ENDLESS RAIN〉은 1989년 12월 1일, 일본의 헤비 메탈 밴드 X JAPAN (당시 X로 불림)이 발매한 네 번째 싱글이다. 이 싱글은 그들의 두 번째 메이저 음반사 싱글로, 오리콘 차트에서 3위에 올랐다.

## 요약
타이틀곡은 그룹의 획기적인 음반 《BLUE BLOOD》에서 가져온 것으로, 싱글로 발매된 첫 번째 발라드이다. B-사이드는 1989년 6월 10일, 히비야 공원대음악당에서 녹음된 곡 X의 라이브 버전이다.
YOSHIKI는 〈ENDLESS RAIN〉이 자신이 처음으로 작곡한 발라드라고 말했다. 이전에는 헤비 메탈과 스래시 메탈만 작곡했다. 그는 소니 멤버들이 X가 클럽에서 연주를 기다리는 동안 피아노로 표트르 차이코프스키의 곡을 연주하는 것을 본 후, 그에게 발라드를 써달라고 요청했다고 설명했다. 그 결과 만들어진 곡은 〈Endless Rain〉이었다. YOSHIKI는 이 노래가 히트를 치고 팬들에게 충격을 주었지만, 결국 마음에 들어하게 되어 "X JAPAN의 테마곡"이 되었다고 말했다.
대한민국에서는 1990년대에 일본 대중문화가 금지되었다. 하지만 당시 〈ENDLESS RAIN〉는 노점상들에 의해 길보드 차트에서 히트곡이 되었고, 노점상들이 곳곳의 붐박스에서 이 노래를 꾸준히 연주했기 때문에 많은 한국인이 이 노래를 알고 있었다.

## 수록곡
1. ENDLESS RAIN - 6:35
(작사·작곡: YOSHIKI 편곡: X)
2. X (Live Version) - 9:40
(작사·작곡:YOSHIKI 편곡: X)

## 커버
- 김종국
- 이혁